# Alberto Ullastres
Alberto Calvo Ullastres (ur. 15 stycznia 1914 w Madrycie, zm. 15 listopada 2001 tamże) – hiszpański ekonomista, prawnik i działacz polityczny, minister gospodarki w latach 1957–1965, a następnie hiszpański ambasador w EWG, autor planu liberalnych reform gospodarczych

## Życiorys
Ukończył studia prawnicze i ekonomiczne na uniwersytecie w Madrycie. Brał udział w wojnie domowej 1936–1939 po stronie frankistów. Był niższym oficerem w wojskach inżynieryjnych. Otrzymał kilka odznaczeń wojskowych. Od 1940 roku należał do Opus Dei. Po zakończeniu działań wojennych obronił pracę doktorską z zakresu prawa i został członkiem Instytutu Ekonomii w Wyższej Radzie Badań Naukowych. Z jego inicjatywy powstał na uniwersytecie madryckim Wydział Ekonomii i Nauk Politycznych. Przez kilka lat był profesorem ekonomii i finansów w Centrum Studiów uniwersytetu madryckiego oraz Historii Gospodarczej w Instytucie Społecznym Leona XIII. Od lutego 1957 r. pełnił funkcję ministra gospodarki. 
Ullastres opracował i wdrożył w życie program liberalnych reform gospodarczych, zwanych planem stabilizacyjnym, które doprowadziły do wieloletniego wzrostu gospodarki Hiszpanii. W latach 1965–1976 był pierwszym hiszpańskim przedstawicielem w EWG. W tym czasie Hiszpania przystąpiła do MFW, GATT i Banku Światowego. Od 1986 r. działał w prywatnym sektorze bankowym. Pracował w Banco Bilbao jako rzecznik praw konsumentów. Był autorem szeregu opracowań na tematy historyczno-gospodarcze, a także polityki monetarnej.